# Seznam kod ICD-9
Spodaj je seznam kod za mednarodno statistično klasifikacijo bolezni in z njimi povezanih zdravstvenih problemov.
- Seznam kod ICD-9 001–139: nalezljive in parazitske bolezni
- Seznam kod ICD-9 140–239: novotvorbe
- Seznam kod ICD-9 240–279: endokrine, prehranske in presnovne bolezni ter motnje imunosti
- Seznam kod ICD-9 280–289: bolezni krvi in krvotvornih organov
- Seznam kod ICD-9 290–319: duševne motnje
- Seznam kod ICD-9 320–389: bolezni živčnega sistema in čutil
- Seznam kod ICD-9 390–459: bolezni obtočil
- Seznam kod ICD-9 460–519: bolezni dihal
- Seznam kod ICD-9 520–579: bolezni prebavnega sistema
- Seznam kod ICD-9 580–629: bolezni sečil in spolovil
- Seznam kod ICD-9 630–679: zapleti nosečnosti, poroda in poporodnosti
- Seznam kod ICD-9 680–709: bolezni kože in podkožnega tkiva
- Seznam kod ICD-9 710–739: bolezni mišično-skeletnega sistema in vezivnega tkiva
- Seznam kod ICD-9 740–759: prirojene nepravilnosti
- Seznam kod ICD-9 760–779: nekateri pogoji, ki izvirajo iz perinatalnega obdobja
- Seznam kod ICD-9 780–799: simptomi, znaki in slabo opredeljeni pogoji
- Seznam kod ICD-9 800–999: poškodbe in zastrupitve
- Seznam kod ICD-9 E in V kode: zunanji vzroki poškodb in dodatna razvrstitev